# Mistrzostwa Polski w Łucznictwie 2012
Mistrzostwa Polski w Łucznictwie 2012 – 76. edycja mistrzostw, która odbyła się w dniach 6–9 września 2012 roku na torach łuczniczych Resovii Rzeszów w Rzeszowie.

## Medaliści

### Strzelanie z łuku klasycznego
| Konkurencja           | Złoto                                                                   | Srebro                                                                                  | Brąz                                                                 |
| Indywidualne mężczyzn | Piotr Nowak (Karima Prząsław)                                           | Rafał Dobrowolski (Stella Kielce)                                                       | Aleksander Michalski (AZS Poznań)                                    |
| Indywidualne kobiet   | Natalia Leśniak (Łucznik Żywiec)                                        | Ewelina Marszałkowska (Społem Łódź)                                                     | Zuzanna Ćwiklińska (Hubal Białystok)                                 |
| Drużynowo mężczyzn    | Łucznik Żywiec I Grzegorz Śliwka Tomasz Cis Piotr Piątek Daniel Leśniak | Marymont Warszawa I Sławomir Napłoszek Kacper Sierakowski Roman Pękalski                | Talent Wrocław Dawid Malicki Paweł Marzec Michał Grec Piotr Pajączek |
| Drużynowo kobiet      | Łucznik Żywiec Natalia Leśniak Wioleta Myszor Joanna Rząsa Iga Cis      | Sokół Radom Małgorzata Sobieraj Anna Łęcka-Dobrowolska Renata Grunt Małgorzata Pietrzyk | Grot Zabierzów Maja Rejmer Anna Grzelak Paulina Tyszko Marta Cogiel  |
| Drużynowo mieszane    | Społem Łódź I Ewelina Marszałkowska Jakub Szafarz                       | Stella Kielce I Kinga Mróz Rafał Dobrowolski                                            | Sokół Radom I Małgorzata Sobieraj Jacek Kwaczyński                   |

### Strzelanie z łuku bloczkowego
| Konkurencja           | Złoto                                                                                   | Srebro                                                                         | Brąz                                                               |
| Indywidualne mężczyzn | Marcin Szemiot (Dolnoślązak Wrocław)                                                    | Dariusz Gawryś (Marymont Warszawa)                                             | Marcin Affek (Marymont Warszawa)                                   |
| Indywidualne kobiet   | Anna Stanieczek (Orlik Goleszów)                                                        | Renata Leśniak (MGOKiS Dobczyce)                                               | Magdalena Zarzycka (MGOKiS Dobczyce)                               |
| Drużynowo mężczyzn    | Dolnoślązak Wrocław Marcin Szemiot Waldemar Worońko Andrzej Domaradzki Marek Ziółkowski | Marymont Warszawa Marcin Affek Dariusz Gawryś Marian Młynarczyk Witold Madziar | Orlik Goleszów Konrad Wojtkowiak Stanisław Mroszczyk Dariusz Sobel |
| Drużynowo kobiet      | MGOKIS Dobczyce Magdalena Zarzycka Ewelina Olesek Renata Leśniak Magdalena Olesek       | Marymont Warszawa Joanna Austyn-Gawryś Joanna Cymkiewicz Barbara Okońska       |                                                                    |
| Drużynowo mieszane    | Marymont Warszawa I Joanna Austyn-Gawryś Dariusz Gawryś                                 | Orlik Goleszów I Anna Stanieczek Konrad Wojtkowiak                             | Marymont Warszawa III Joanna Cymkiewicz Marcin Affek               |